# Best of The Doobies
Albums de The Doobie Brothers
Takin' It to the Streets
(1976) Livin' on the Fault Line
(1977)
Best of The Doobies  est la deuxième compilation du groupe américain The Doobie Brothers, sortie le 29 octobre 1976 sous le label Warner Bros. Records et a été rééditée à plusieurs reprises. Elle contient des chansons des albums studio Toulouse Street (1972) à Takin' It to the Streets (1976).
Avec plus de dix millions d'exemplaires vendus, la compilation Best of The Doobies est certifiée disque de diamant aux États-Unis.

## Liste des titres
| 1. | China Grove              | Tom Johnston     | Tom Johnston      | 3:14 |
| 2. | Long Train Runnin'       | Johnston         | Johnston          | 3:23 |
| 3. | Takin' It to the Streets | Michael McDonald | Michael McDonald  | 3:36 |
| 4. | Listen to the Music      | Johnston         | Johnston, Simmons | 3:19 |
| 5. | Black Water              | Patrick Simmons  | Simmons           | 4:14 |
| 6. | Rockin' Down the Highway | Johnston         | Johnston          | 3:19 |

| 7.  | Jesus Is Just Alright          | Arthur Reid Reynolds                                           | Johnston          | 4:30 |
| 8.  | It Keeps You Runnin'           | McDonald                                                       | McDonald          | 4:20 |
| 9.  | South City Midnight Lady       | Simmons                                                        | Simmons           | 5:27 |
| 10. | Take Me in Your Arms (Rock Me) | Holland–Dozier–Holland                                         | Johnston          | 3:39 |
| 11. | Without You                    | John Hartman, Michael Hossack, Johnston, Tiran Porter, Simmons | Johnston, Simmons | 4:58 |

## Crédits
The Doobie Brothers,
- Tom Johnston – guitares, chant, chœurs, harmonica (2)
- Michael McDonald – chant et chœurs, claviers (3, 8)
- Patrick Simmons – guitares, chant et chœurs, banjo (4)
- Jeff "Skunk" Baxter – guitares, guitare steel guitar
- Tiran Porter (en) – basse, chœurs
- John Hartman (en) – batterie
- Keith Knudsen – batterie (3, 8, 10), chœurs

## Classements et certifications
| Classement (1976–77)          | Meilleure position |
| ----------------------------- | ------------------ |
| Australie (Kent Music Report) | 42                 |
| Canada (RPM)                  | 3                  |
| États-Unis (Billboard 200)    | 5                  |
| Nouvelle-Zélande (RIANZ)      | 13                 |

| Classement (1977)          | Position |
| -------------------------- | -------- |
| Canada (RPM)               | 32       |
| États-Unis (Billboard 200) | 30       |

### Certifications
| Pays                                                                    | Certification | Ventes certifiées |
| ----------------------------------------------------------------------- | ------------- | ----------------- |
| Australie (ARIA)                                                        | 3 × Platine   | 210 000^          |
| Canada (Music Canada)                                                   | 2 × Platine   | 200 000^          |
| États-Unis (RIAA)                                                       | Diamant       | 10 000 000^       |
| ^Mise en rayon selon la certification xNon précisé par la certification |               |                   |